# Bigelow (Arkansas)
Bigelow é uma cidade  localizada no estado americano de Arkansas, no Condado de Perry.

## Demografia
Segundo o censo americano de 2000, a sua população era de 329 habitantes. 
Em 2006, foi estimada uma população de 335, um aumento de 6 (1.8%).

## Geografia
De acordo com o United States Census Bureau, a localidade tem uma área de 2,2 km², sem área coberta por água.

## Localidades na vizinhança
O diagrama seguinte representa as localidades num raio de 24 km ao redor de Bigelow. 